# Karolis Bauža
Karolis Bauža (Jurbarkas, 24 de abril de 1987) es un deportista lituano que compitió en judo. Ganó dos medallas de bronce en el Campeonato Europeo de Judo, en los años 2009 y 2013.

## Palmarés internacional
| Campeonato Europeo | Campeonato Europeo | Campeonato Europeo | Campeonato Europeo |
| Año                | Lugar              | Medalla            | Categoría          |
| ------------------ | ------------------ | ------------------ | ------------------ |
| 2009               | Tiflis (Georgia)   | Medalla de bronce  | –90 kg             |
| 2013               | Budapest (Hungría) | Medalla de bronce  | –90 kg             |